# Lucia Stara
Lucia Stara (Roma, 13 dicembre 1969) è un'attrice e cantante italiana.

## Biografia
Nata a Roma, debutta come attrice a teatro con Gigi Proietti al teatro Verdi di Montecatini con Di che vizio sei; successivamente recita in teatro nella commedia del suo maestro Mario Scaccia Chicchignola di Ettore Petrolini, dove interpreta il ruolo di Lalletta, proseguendo con Gli innamorati di Carlo Goldoni, per la regia di Edoardo Sala.
Nel cinema, recita in Montecarlo Gran Casinò (1987) di Carlo Vanzina, prendendo parte anche a Camerieri (1995) di Leone Pompucci. Prende parte anche al kolossal La passione di Cristo (2004) di Mel Gibson. In anni più recenti è nei film Colpi di fulmine e Ma tu di che segno 6? diretti da Neri Parenti. È comparsa anche in numerose serie televisive, tra le quali Classe di ferro di Bruno Corbucci.

## Filmografia

### Cinema
- Bellifreschi, regia di Enrico Oldoini (1987)
- Montecarlo Gran Casinò, regia di Carlo Vanzina (1987)
- Le finte bionde, regia di Carlo Vanzina (1989)
- Il conte Max, regia di Christian De Sica (1991)
- Nel continente nero, regia di Marco Risi (1992)
- Camerieri, regia di Leone Pompucci (1995)
- La sindrome di Stendhal, regia di Dario Argento (1996)
- Fuochi d'artificio, regia di Leonardo Pieraccioni (1997)
- La passione di Cristo, regia di Mel Gibson (2004)
- La rivincita di Natale, regia di Pupi Avati (2006)
- Skull Heads, regia di Charles Band (2010)
- Colpi di fulmine, regia di Neri Parenti (2013)
- Ma tu di che segno 6?, regia di Neri Parenti (2016)
- Ci alzeremo all'alba, regia di Jean-Marie Benjamin (2018)
- Tutta un'altra vita, regia di Alessandro Pondi (2019)

### Televisione
- Classe di ferro – serie TV, episodi 1x01, 1x04, 1x06, 1x12 (1989)
- Sky Sky Rubricas (1992)
- L'intervista di Sky (1997)
- Anni '50, regia di Carlo Vanzina – miniserie TV (1998)
- Pizza – serie TV, episodi 4x04, 4x05 (2005)
- Questa è la mia terra – serie TV (2006)
- Orgoglio – serie TV (2007)
- Un anno in Toscana – serie TV (2014)
- The bleff – serie TV (2014)

## Discografia
- 1989 – No Satisfaction (Bops Records)